# Loi sur l'aide aux victimes
 (mai 2021).
La mise en forme du texte ne suit pas les recommandations de Wikipédia : il faut le « wikifier ».
Les points d'amélioration suivants sont les cas les plus fréquents. Le détail des points à revoir est peut-être précisé sur la page de discussion.
- Les titres sont pré-formatés par le logiciel. Ils ne sont ni en capitales, ni en gras.
- Le texte ne doit pas être écrit en capitales (les noms de famille non plus), ni en gras, ni en italique, ni en « petit »…
- Le gras n'est utilisé que pour surligner le titre de l'article dans l'introduction, une seule fois.
- L'italique est rarement utilisé : mots en langue étrangère, titres d'œuvres, noms de bateaux, etc.
- Les citations ne sont pas en italique mais en corps de texte normal. Elles sont entourées par des guillemets français : « et ».
- Les listes à puces sont à éviter, des paragraphes rédigés étant largement préférés. Les tableaux sont à réserver à la présentation de données structurées (résultats, etc.).
- Les appels de note de bas de page (petits chiffres en exposant, introduits par l'outil «  Source ») sont à placer entre la fin de phrase et le point final[comme ça].
- Les liens internes (vers d'autres articles de Wikipédia) sont à choisir avec parcimonie. Créez des liens vers des articles approfondissant le sujet. Les termes génériques sans rapport avec le sujet sont à éviter, ainsi que les répétitions de liens vers un même terme.
- Les liens externes sont à placer uniquement dans une section « Liens externes », à la fin de l'article. Ces liens sont à choisir avec parcimonie suivant les règles définies. Si un lien sert de source à l'article, son insertion dans le texte est à faire par les notes de bas de page.
- La présentation des références doit suivre les conventions bibliographiques. Il est recommandé d'utiliser les modèles {{Ouvrage}}, {{Chapitre}}, {{Article}}, {{Lien web}} et/ou {{Bibliographie}}. Le mode d'édition visuel peut mettre en forme automatiquement les références.
- Insérer une infobox (cadre d'informations à droite) n'est pas obligatoire pour parachever la mise en page.

Pour une aide détaillée, merci de consulter Aide:Wikification.
Si vous pensez que ces points ont été résolus, vous pouvez retirer ce bandeau et améliorer la mise en forme d'un autre article.
Lire en ligne
La loi fédérale sur l' aide aux victimes d'infractions pénales (Loi sur l'aide aux victimes, LAVI, RS 312.5) est un texte juridique en Suisse, entré en vigueur le 1er janvier 1993. Cette loi fédérale accorde un droit au soutien à toute personne qui a subi, du fait d’une infraction pénale en Suisse, une atteinte directe à son intégrité physique, psychique ou sexuelle. Les proches de la victime ont également droit à l'aide aux victimes à certaines conditions. Si l’infraction a été commise à l’étranger, aucune indemnité ni réparation morale n’est accordée et les prestations des centres de consultation sont accordées aux victimes ou à leurs proches uniquement s'ils sont domiciliés en Suisse (art. 3 et 17 LAVI).

## Contenu
L'aide aux victimes comprend les conseils et l’aide immédiate pour répondre aux besoins les plus urgents découlant de l’infraction. Si nécessaire, les centres de consultations fournissent une aide supplémentaire à la victime et à ses proches jusqu’à ce que l’état de santé de la personne concernée soit stationnaire et que les autres conséquences de l’infraction soient dans la mesure du possible supprimées ou compensées. L’aide à plus long terme fournie par les centres de consultation comprend notamment; l’indemnisation pour le dommage que la victime ou ses proches ont subi du fait de l’atteinte ou de la mort de la victime, la réparation morale qui dépend de la gravité de l'atteinte, l’exemption des frais de procédure, l’assistance médicale, psychologique, sociale, matérielle et juridique appropriée dont la victime ou ses proches ont besoin à la suite de l’infraction et qui est fournie en Suisse lorsque l’auteur de l’infraction ou un autre débiteur ne versent aucune prestation ou ne versent que des prestations insuffisantes (art. 4, 6 LAVI).

## Assistance dans la procédure pénale sur l'aide aux victimes
Les autorités de poursuite pénale informent la victime sur l’aide aux victimes et transmettent, à certaines conditions, son nom et son adresse à un centre de consultation (art. 8 LAVI). 
Jusqu'à l'entrée en vigueur du Code de procédure pénale suisse (CPP), le statut spécial des victimes d'une infraction était également régi par les articles 33 à 44 de la LAVI. Par exemple, les victimes d'infractions sexuelles avaient des droits de protection particuliers tels que l'interrogatoire par une personne du même sexe (art. 35 ancienne LAVI).
À partir du 1er janvier 2011, la réglementation relative à l' assistance aux victimes (protection et droits particuliers) dans la procédure pénale a été transférée dans le CPP. 
La loi sur l'aide aux victimes a fortement modifié le statut juridique de l'accusé en excluant fondamentalement toute confrontation ou confrontation directe entre l'accusé et la victime. L'article 6, paragraphe 3, lettre d de la Convention européenne des droits de l'homme (CEDH) garantit à l'accusé le droit d'être confronté aux lésés et témoins, tandis que l'ancien article 35 lit.d LAVI le nie si la victime le demande. Une confrontation avec la victime n'est obligatoire que si son témoignage constitue la preuve décisive et que le droit d'être entendu ne peut être garanti d'aucune autre manière.

### Bases légales
- Loi fédérale sur l’aide aux victimes d’infractions (LAVI) du 23 mars 2007 (état le 1er janvier 2019), RS 312.5.